# Dominik Surek

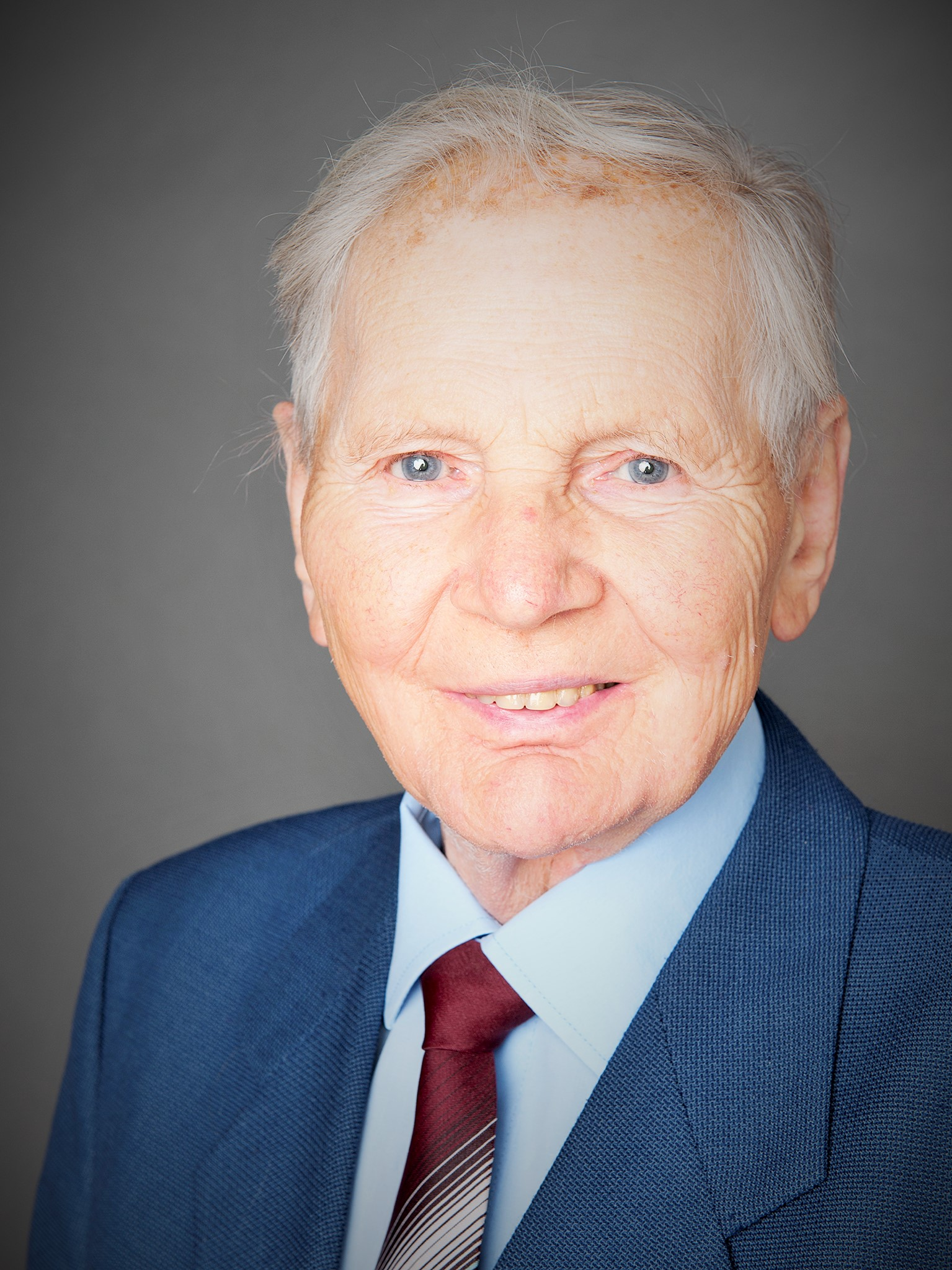
Dominik Surek (2014)

Dominik Surek (* 22. Mai 1933 in Schleise; † 12. August 2016 in Halle (Saale)) war ein deutscher Ingenieur und Professor für Maschinenbau. Er widmete sich der angewandten Forschung sowie Ausbildung von Ingenieuren auf den Fachgebieten Strömungsmechanik und Strömungsmaschinen, insbesondere der Pumpen, Verdichter und Wasserturbinen.

## Werdegang
Dominik Surek wurde als erster Sohn der Familie Mathilde und Paul Surek in Schleise im Landkreis Groß Wartenberg in Niederschlesien (heute Polen) geboren. Hier besuchte er von 1939 bis 1945 die Grundschule. Nach der Ausweisung und Umsiedlung im Jahre 1947 wurde er Schüler der Pestalozzi-Schule in Meißen.
Danach erlernte er innerhalb von zwei Jahren den Beruf des Werkzeugmachers und war dann ein Jahr im Beruf tätig. Er nahm 1951 das Ingenieurstudium an der Technischen Lehranstalt Dresden (Ingenieurschule) auf, das er 1954 mit Auszeichnung abschloss. Unmittelbar danach setzte er 1954 sein Studium an der Technischen Hochschule Dresden fort, wo er die Studienrichtung Strömungstechnik und Strömungsmaschinen am Lehrstuhl von Werner Albring belegte. 1959 schloss er das Studium als Diplom-Ingenieur mit einer Arbeit zum Thema „Entwicklung einer Kesselspeisepumpe für Quecksilber“ ebenfalls mit Auszeichnung ab.
Unmittelbar danach begann er seine Tätigkeit als wissenschaftlicher Assistent am Institut für Pumpen und Verdichter der TH Dresden (Leiter: Werner Pohlenz). Die Arbeit mit seinen akademischen Lehrern Werner Albring, Werner Pohlenz, Willibald Lichtenheldt und Heinrich Kindler war prägend für seine weitere berufliche Tätigkeit. Hier erlernte er völlig neue Herangehensweisen zur Bearbeitung strömungstechnischer Vorgänge in Maschinen.
Weiterhin wurde er mit dem neuen Gedankengut der Regelungstechnik vertraut, indem er mit dem Institut für Regelungstechnik zusammenarbeitete, das 1955 von Kindler als erstes Institut dieser Art im deutschsprachigen Raum gegründet wurde. Somit entstanden seine frühen Kontakte zur Kindler-Schule, aus der namhafte Automatisierungsprofessoren hervorgegangen sind wie Karl Reinisch, Siegfried Pilz, Hans-Joachim Zander, Herbert Ehrlich, Wolfgang Weller, Georg C. Brack oder Heinz Töpfer, den er bereits von seinem Ingenieurstudium kannte. Später konnte Surek diese Kenntnisse vielfältig praktisch anwenden, bei seiner Habilitationsarbeit nutzen, und als Professor hat er sogar eigene Lehrveranstaltungen auf diesem Fachgebiet angeboten.
Seine Dissertation zum Thema „Untersuchung der Radreibungs- und Undichtheitsverluste in Radialpumpen“ schloss er 1965 an der TU Dresden ab und verteidigte sie mit dem Prädikat „magna cum laude“.

## Wirken als Strömungstechniker in der Industrie
Nach dem Abschluss der Dissertation ging er 1966 in die Industrie. Hier war er von 1966 bis 1970 Mitarbeiter und von 1970 bis 1992 Abteilungsleiter und Bereichsleiter für Forschung im Wissenschaftlich-Technischen Zentrum Pumpen und Verdichter in Halle/Saale.
Nebenberuflich übte er Lehrtätigkeiten in den Fächern Strömungsmaschinen und Pumpen an der TU Dresden und an der TH Magdeburg aus.
Während dieser Jahre erwarb er auch die Lehrbefähigung (facultas docendi) für das Fachgebiet Strömungsmaschinen an der Bergakademie Freiberg in Sachsen. Weiterhin erarbeitete er seine Habilitationsschrift mit dem Thema „Anwendung der Drehstromantriebstechnik zur Drehzahlstellung von Pumpen und Verdichtern.“, die er im Jahre 1991 an der Bergakademie Freiberg (Sachsen) verteidigte. Danach war er von 1992 bis Mitte 1993 Mitarbeiter an der TU Bergakademie Freiberg, Institut für Fluidmechanik und Fluidenergiemaschinen. Parallel zu seiner Tätigkeit war er langjährig von 1971 bis 1998 Leiter der Forschungsgemeinschaft Radialmaschinen.

## Wirken als Professor
Im Jahre 1993 wurde er als Professor an die neu gegründete Fachhochschule Merseburg, heute Hochschule Merseburg berufen (Rektoren: Lothar Teschke und Johanna Wanka, die spätere Bundesministerin für Bildung und Forschung, BMBF). Hier hatte er bis 1998 die Professur für Strömungsmechanik und Strömungsmaschinen inne.
Die Hochschullehre von Surek umfasste Vorlesungen auf den Gebieten:
- Strömungslehre, Hydrostatik, Hydrodynamik und Gasdynamik
- Strömungsmaschinen mit den Teilgebieten Pumpen, Kompressoren, Ventilatoren, Gas-, Dampf- und Wasserturbinen mit Vorlesungen, Rechenübungen und praktischen Übungen
- Akustik und Lärmminderung an Maschinen und Anlagen
- Mess-, Steuerungs- und Regelungstechnik mit Rechenübungen und praktischen Übungen, spezifisch für die Anforderungen des Maschinenwesens.

Er war auch nach Erreichen des gesetzlichen Rentenalters weiterhin in der Lehre aktiv tätig.
Surek bearbeitete als Hochschullehrer in seinen Forschungsarbeiten eine Reihe von Wissenschaftsgebieten. Er entwickelte eine eigenständige industrienahe Forschungstätigkeit mit mehreren Partnern. Viele Jahre war Dominik Surek auch Mitglied der Senatskommission für Forschung, Wissenstransfer und Existenzgründung, und er war 8 Jahre Mitglied und Vorsitzender des Kuratoriums der Hochschule Merseburg.
Von 1998 bis 2014 war Surek Gutachter und Koordinator bei der Arbeitsgemeinschaft industrieller Forschungsvereinigungen (AiF) „Otto von Guericke“ e. V. im BMBF-Programm aFuE an Fachhochschulen und auch für Österreich und für Bayern tätig. Von 1994 bis 2002 war er Mitglied einer Arbeitsgruppe der Deutschen Forschungsgemeinschaft (DFG).
Im Frühjahr 1998 gründete Surek das An-Institut Fluid- und Pumpentechnik e. V. Merseburg. Seit daher war er als Direktor dieses An-Instituts FPT tätig, und er wurde bei seiner Initiative vielfältig durch forschungsaktive Kollegen unterstützt, u. a. durch den Professor für Automatisierungs- und Kommunikationstechnik Werner Kriesel als Mitglied des eingetragenen Vereins. Die Forschungsschwerpunkte von Surek waren die Strömungsmechanik, Instationäre Strömungen, Maschinen- und Fluidschwingungen, Pumpen, Turbo-Kompressoren, Seitenkanalmaschinen, Wasserturbinen sowie Hydrokinetische Turbinen.
Seit Gründung des An-Instituts und bedingt durch die vorangegangene Industrie- und Hochschultätigkeit von Surek entwickelten sich sehr gute vertragliche und nachhaltige Kooperationsbeziehungen zu mehr als 20 namhaften Industrieunternehmen seiner Fachbranche, z. B. mit Gardner Denver Deutschland, Bad Neustadt, mit Voith Turbo, Heidenheim und mit der KSB AG, Frankenthal.
Auch baute er enge Fachkontakte zu 10 führenden Universitäten auf, z. B. TU Berlin, Institut für Strömungsmechanik und Technische Akustik (ISTA); TU Braunschweig, Institut für Flugantriebe und Strömungsmaschinen (IFAS); Universität Duisburg-Essen, Fachinstitut für Ingenieurwesen.
Weiterhin hat Surek mit sechs Hochschulen vergleichbarer oder ähnlicher fachlicher Ausrichtung enge Kooperationsbeziehungen unterhalten, z. B. Hochschule Anhalt, Fachbereich Maschinenbau; Hochschule Magdeburg-Stendal, Fachbereich Ingenieurwesen und Industriedesign; Hochschule Zittau/Görlitz, Fachbereich Maschinenbau. Sein hochschulinternes Kooperationsnetzwerk integrierte neben den Fachgebieten des Maschinenwesens und der Physik insbesondere die Mechatronik mit dem Fachprofessor Manfred Lohöfener sowie die Automatisierungstechnik mit seinen Professorenkollegen Frank Sokollik und Peter Helm sowie die Prozessinformatik mit Rainer Winz.
Bereits 1995 wurde unter Leitung von Surek der Unterbrechermassestrom in Seitenkanalverdichtern erstmals erkannt und für die theoretische Vorausberechnung aufbereitet. 1997 und 1998 wurden die turbulenten Wirbelströmungen in Seitenkanalverdichtern und das strömungstechnische und thermodynamische Verhalten von Seitenkanalverdichtern analysiert. 1999 konnte die Geschwindigkeit der Expansionsströmung am Unterbrecheraustritt von Seitenkanalverdichtern für die isentrope und die polytrope Expansionsströmung ermittelt werden. Die hierfür durch Surek und sein Team geschaffenen speziellen Versuchsstände stellen ein Alleinstellungsmerkmal gegenüber vergleichbaren Hochschuleinrichtungen im deutschsprachigen Raum dar.
In den Jahren 2002 bis 2005 wurden die Ursachen für die Geräuschentstehung in Seitenkanalverdichtern und der Anteil des Schalldruckes an den Gasdruckschwingungen in Seitenkanalverdichtern ermittelt. Daraus konnten Erkenntnisse zur Geräuschsenkung abgeleitet werden. Erst die Messung des dynamischen Druckverlaufs im Laufrad und Unterbrecher und die Übertragung der Drucksignale mittels eines Telemetriesystems in den Jahren 2006 und 2007 legten Überschallströmung und die Verdichtungsstöße des Gases am Ein- und Austritt des Unterbrechers frei. Diese Erkenntnis deckt sich mit anderen Erscheinungen der polytropen Expansionsströmung im Unterbrecher von Seitenkanalmaschinen. Die weitere Steigerung der Verdichtungsarbeit und des Wirkungsgrades in Seitenkanalverdichtern kann durch die Beeinflussung und Optimierung der expandierenden Unterbrecherströmung erfolgen, hierfür liegen Ansätze im Institut Fluid- und Pumpentechnik vor.
Die wissenschaftlichen Veröffentlichungen von Surek umfassen neben zahlreichen nationalen und internationalen Fachvorträgen 16 Fachbücher sowie mehr als 275 Fachaufsätze in Zeitschriften und 20 Patente. Darüber hinaus veranstaltete er in Kooperation mit der Hochschule regelmäßige Tagungen über "Technische Diagnostik" und publizierte hieraus weitere wissenschaftliche Beiträge und Fachbücher. Im Oktober 2014 wurde hierzu die 11. Tagung an der Hochschule Merseburg unter seiner Leitung durchgeführt.
Surek bekam 2013 den Transferpreis des Kuratoriums und durch den Senat die Würde eines Ehrensenators der Hochschule Merseburg, verliehen für seine außerordentlichen Verdienste um die Entwicklung der Forschungslandschaft an der Hochschule. Vor Surek ist diese Würde nur einmal vergeben worden im Jahre 2006 an den Gründungsrektor der Hochschule Lothar Teschke.

## Veröffentlichungen (Auswahl)
- Untersuchung der Radreibungs- und Undichtheitsverluste in Radialpumpen. Dissertation. TU Dresden, Fakultät für Maschinenwesen 1965.
- Anwendung der Drehstromantriebstechnik zur Drehzahlstellung von Pumpen und Verdichtern. Habilitation. Bergakademie Freiberg (Sachsen) 1991.
- Thermodynamische Vorgänge und Dissipation in Seitenkanalverdichtern. Faragallah Verlag, Sulzbach 1996, ISBN 3-929682-12-5.
- Strömungsvorgänge und Schwingungen in Seitenkanalverdichtern. Faragallah Verlag, Sulzbach 2000, ISBN 3-929682-27-3.
- als Hrsg. mit V. Weise: Auslegung und Betrieb von Seitenkanalverdichtern – Prof. Dr.-Ing. habil. Gerd Grabow zum 75. Geburtstag gewidmet. Faragallah Verlag, Sulzbach 2003, ISBN 3-929682-35-4.
- mit Silke Stempin: Angewandte Strömungsmechanik für Praxis und Studium (mit 53 Tabellen und 30 Beispielen). Teubner Verlag, Wiesbaden 2007, ISBN 978-3-8351-0118-0.
- mit Silke Stempin: 10 Jahre Forschung im An-Institut Fluid- und Pumpentechnik (FPT), Merseburg, 10. März 2008. Faragallah Verlag, Sulzbach 2008, ISBN 978-3-929682-29-8.
- Unterbrecherströmung in Seitenkanalverdichtern. Faragallah Verlag, Sulzbach 2009, ISBN 978-3-929682-44-1.
- Diagnose an Turbomaschinen. Faragallah Verlag, Sulzbach 2011, ISBN 978-3-929682-52-6.
- 15 Jahre Forschung – Beiträge zu Fluidenergiemaschinen, Band 10. Verlag und Bildarchiv W.H. Faragallah, Sulzbach 2013, ISBN 978-3-929682-55-7.
- Kompendium Kreiselpumpen. bookboon.com, London 2013, ISBN 978-87-403-0196-0.
- mit Silke Stempin: Technische Strömungsmechanik – Für Studium, Examen und Praxis. 2. Auflage. Springer Fachmedien, Wiesbaden, 2014, ISBN 978-3-658-06061-9.
- Pumpen für Abwasser- und Kläranlagen – Auslegung und Praxisbeispiele. Springer Vieweg Verlag, Wiesbaden 2014, ISBN 978-3-658-02959-3.
- Mitarbeit an: Alfred Böge, Wolfgang Böge (Hrsg.): Handbuch Maschinenbau – Grundlagen und Anwendungen der Maschinenbau-Technik. Springer Fachmedien, Wiesbaden 2015, ISBN 978-3-658-06597-3.
- als Hrsg.: Beiträge zu Fluidenergiemaschinen. Aufsatzsammlung von 9 Publikationen 1993–2011. Faragallah Verlag, Sulzbach 2015.